# Georges Limage
Georges Limage (Perwez-Condroz, 25 oktober 1868 - Wanze, 28 april 1945) was een Belgisch senator.

## Levensloop
Limage was beroepshalve landbouwer.
Hij werd in 1921 verkozen tot lid van de gemeenteraad van Wanze en hetzelfde jaar werd hij gecoöpteerd senator voor de katholieke partij, een mandaat dat hij vervulde tot aan zijn dood.